# Пауліста (футбольний клуб)
«Пауліста» (порт. Paulista) — бразильський футбольний клуб, який базується в місті Жундіаї, штат Сан-Паулу. Заснований 17 травня 1909 року.